# François Decret
François Decret est un historien français, spécialiste de l'Afrique du Nord antique mais aussi du manichéisme.
Diplômé des Langues O', docteur d'Etat en lettres, François Decret s'est consacré à l'enseignement et à la recherche archéologique au Maghreb, puis à l'université Lyon-III, enfin à l'Institut « Augustinianum » de Rome.

## Publications
- Carthage ou l’empire de la mer, Points Histoire, Le Seuil, Paris, 4e édition 1995
- Le christianisme en Afrique du Nord ancienne, Le Seuil, Paris, 1996
- L'Afrique manichéenne (IVe – Ve siècles). Etude historique et doctrinale. 2 volumes, Etudes augustiniennes, Paris, 1978
- L'Afrique du Nord dans l'Antiquité, avec M'hamed Hassine Fantar, Bibliothèque historique, Payot, Paris, 2e édition augmentée 1998
- Mani et la tradition manichéenne, Maîtres spirituels, Seuil, Paris, 2005, réédition
- Aspects du manichéisme dans l'Afrique romaine. Les controverses de Fortunatus, Faustus et Felix avec saint Augustin, Études augustiniennes et CNRS, Paris, 1970
- Polemica con i Manichei, Saint Augustin (avec une introduction de François Decret), Nuova Biblioteca Agostiniana In Opere di sant'Agostino Città Nuova Editrice, Rome, 1997
- Essais sur l'Église manichéenne en Afrique du Nord, SEA n°47, Institutum Patristicum Augustinianum, Rome, 1995